# Fulla (deessa)

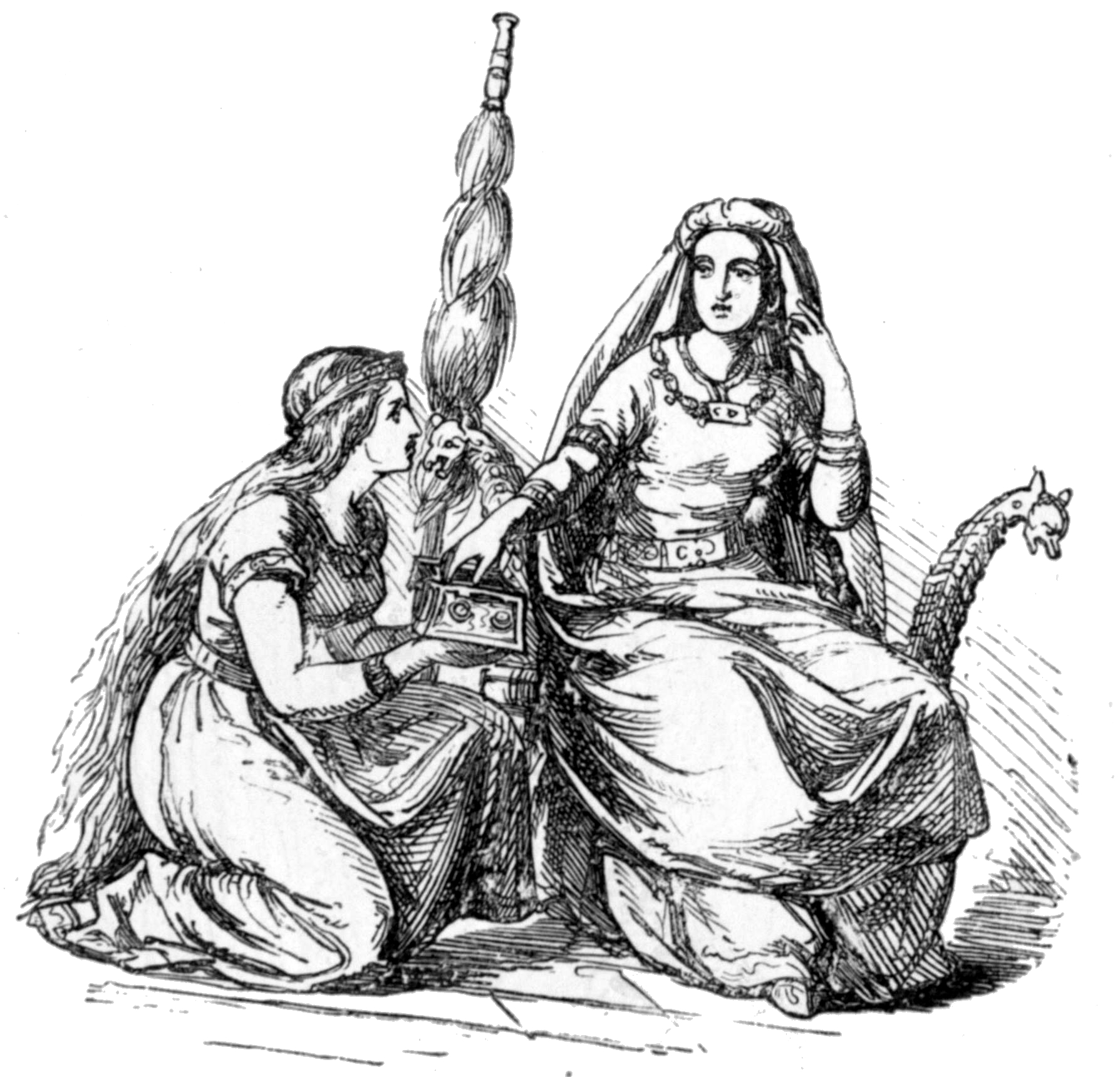
Una descripció de Fulla agenollada al costat de la seva mestressa, Frigg, (1865) per Ludwig Pietsch.

A la mitologia nòrdica, Fulla (en nòrdic antic, possiblement, "generosa") o Volla (segons l'antic alt alemany) és una deessa. A la mitologia nòrdica, Fulla es descriu com vestint una malla pels cabells daurada, portant una caixa de freixe i tenint cura del calçat de la deessa Frigg, i, a més, Frigg confia els seus secrets en Fulla. Fulla apareix a la Edda poètica, compilada al segle xiii a partir de fonts tradicionals anteriors; a l'Edda prosaica, escrit al segle xiii per Snorri Sturluson; i a la poesia scaldica. Volla apareix a la Curació de Cavall dels Encanteris de Merseburg, registrats anònimament al segle x en antic alt alemany, on ajuda a la curació de la ferida del poltre Phol i es coneix com la germana de Frigg. Els erudits han proposat diverses teories sobre les implicacions de la deessa.

## Documents

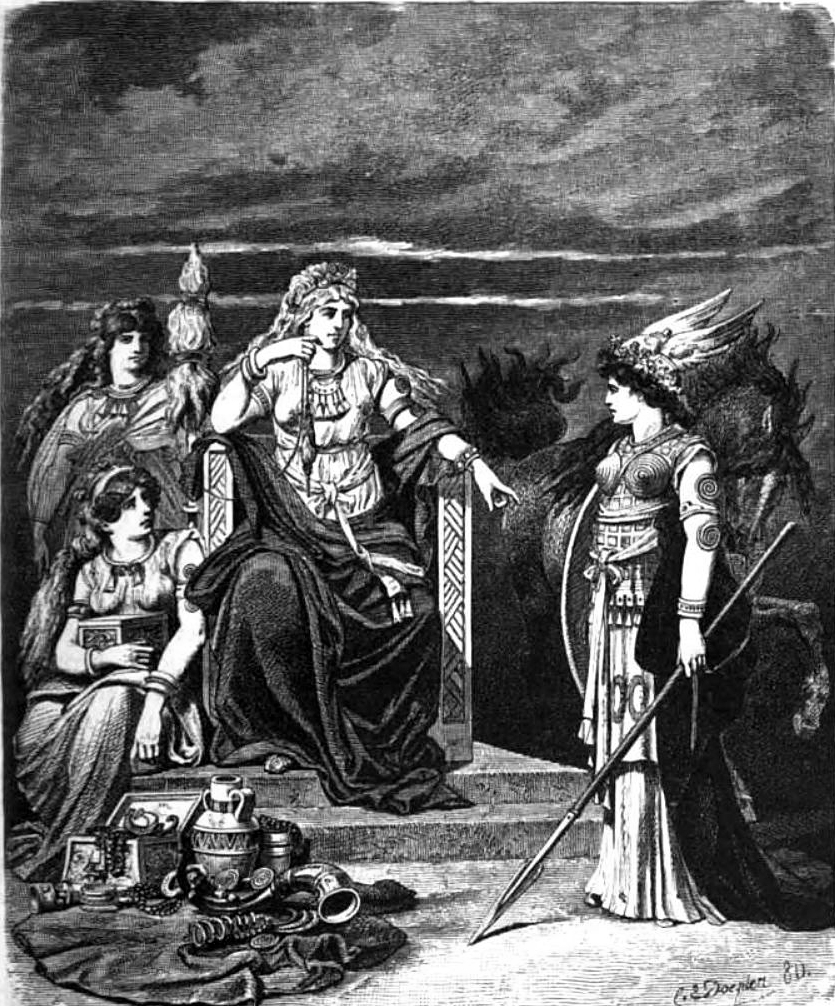
La deessa Frigg rodejada per tres deesses. Fulla porta la caixa de secrets de Frigg, al fons a l'esquerra. Il·lustració (1882) per Emil Doepler.

A la introducció del poema Grímnismál, de l'Edda poètica, Frigg fa una aposta amb el seu marit, el déu Odin, sobre l'hospitalitat dels humans. Frigg envia a la seva criada Fulla per advertir el rei Geirröd que un mag (en realitat Odin disfressat) el visitarà. Fulla es reuneix amb Geirröd, dona l'advertència, i l'hi aconsella un mitjà de detecció del mag:

| Henry Adams Bellows traducció: Frigg va enviar la seva criada, Fulla, a Geirröth. Va advertir al rei que vigilés un mag que havia vingut a la seva terra per encisar-lo, i li va dir aquest signe d'ell, que cap gos era tan ferotge com per atacar-lo. | Benjamin Thorpe traducció: Frigg va enviar la donzella Fulla per avisar a Geirröd d'estar en guàrdia, no sigui que el Trol que venia li fes mal, i també li digué un senyal amb el qual podria ser reconegut, que cap gos, per molt ferotge que fos, l'atacaria. |  |

### Edda prosaica
Al capítol 35 de l'Edda prosaica, al llibre Gylfaginning, l'Alt (Odin), proporciona una breu descripció de setze Ásynjur (deesses). L'Alta cita Fulla la cinquena, i afirma que, igual que la deessa Gefjun, Fulla és una verge, el seu pèl flueix lliurement amb una banda d'or al voltant del seu cap. L'Alt descriu Fulla portant la caixa de secrets de Frigg, s'ocupa del calçat de Frigg, i aquesta mateixa li confessa secrets.
Al capítol 49 del Gylfaginning, l'Alt detalla que, després de la mort de la parella de déus Baldr i Nanna, el déu Hermóðr viatja el submón de Hel. Hel, governant de la ubicació del mateix nom, explica a Hermóðr una forma de ressuscitar Baldr, però no permetrà que Baldr i Nanna sortin fins que es porti a terme l'acció. Hel, però, va permetre que Baldr i Nanna enviessin regals als vius; Baldr envia a Odin l'anell Draupnir, i Nanna envia a Frigg una túnica de lli, i altres regals. D'aquests altres regals enviats, l'únic element específic que l'Alt esmenta és un anell per a Fulla.
Al primer capítol de l'Edda prosaica, Skáldskaparmál, Fulla figura entre vuit Ásynjur que assisteixen a un banquet nocturn que es va celebrar per Ægir. Al capítol 19 de Skáldskaparmál, es donen formes poètiques per referir-se a Frigg, un dels quals és «la reina […] de Fulla.» Al capítol 32 es donen expressions poètiques d'or, una de les quals inclou «la malla de Fulla». Al capítol 36, una obra de la scald Eyvindr Skáldaspillir cita la malla d'or de Fulla («el sol cau [or] de la plana [front] fent brillar les pestanyes de Fulla [...]»). Fulla rep una menció final a l'Edda prosaica al capítol 75, on apareix dins d'una llista de vint-i-set Ásynjur.

### Curació de Cavallals Encanteris de Merseburg

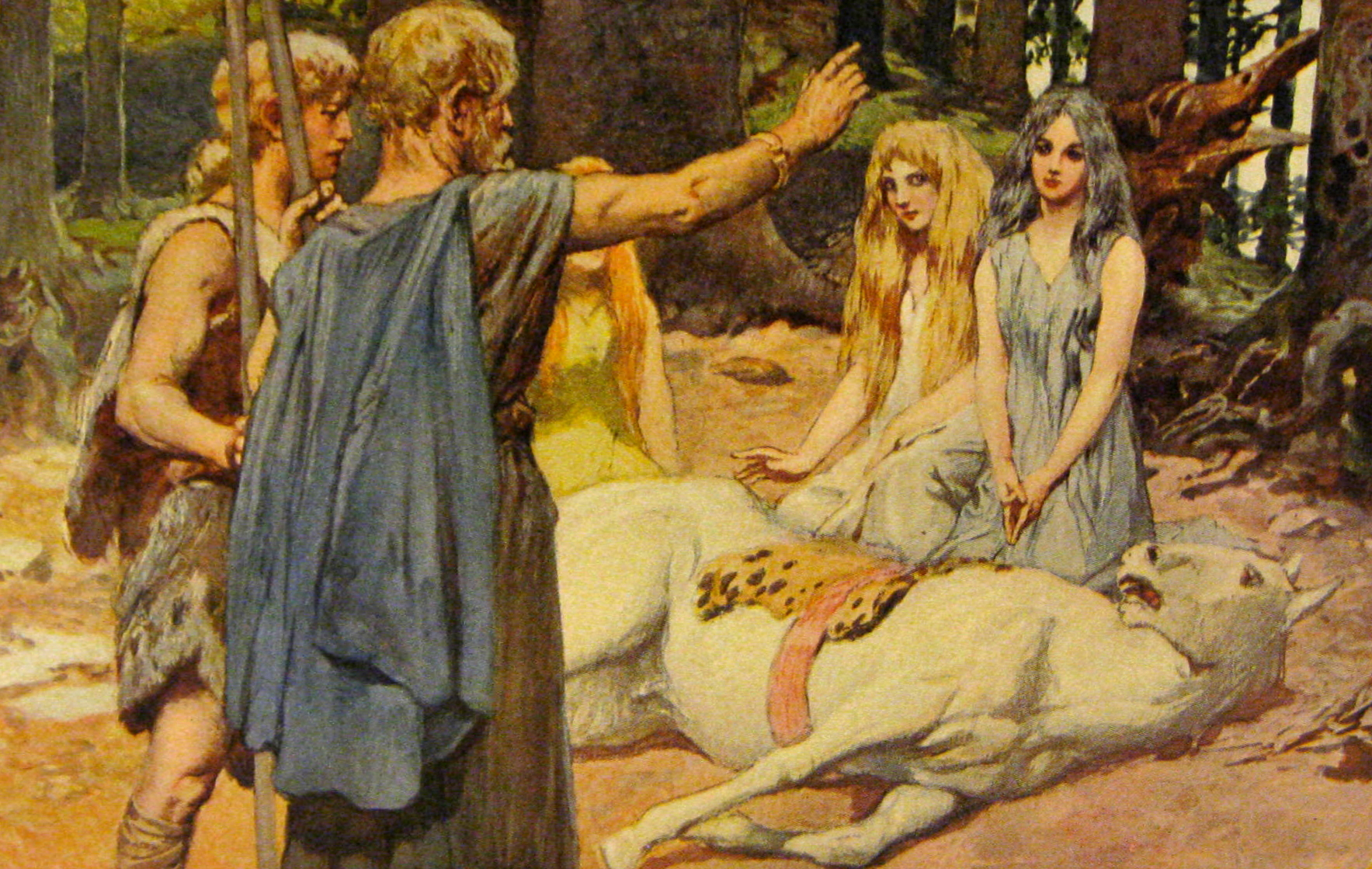
Wodan cura el cavall de Balder (1905) per Emil Doepler

Un dels dos Encanteris de Merseburg (la Cura del cavall), escrit en antic alt alemany, esmenta Volla. L'encanteri descriu com Phol i Wodan van cavalcar fins a un bosc, i allà el poltre de Baldr s'esquinçà el peu. Sinthgunt, la seva germana Sól, Frigg, i la seva germana Volla cantaren encanteris, i finalment Wodan cantà, seguit d'un vers que descriu la curació de l'os del poltre. L'encant es llegeix així:

Phol i Wodan van anar al bosc.
Llavors el cavall de Balder va torçar-se el peu.
Llavors Sinthgunt cantà encants, i Sunna la seva germana;
Llavors Friia cantà encants i Volla la seva germana;
Llavors Wodan cantà encants, com ell bé podria:
Poden ser ossos esquinçats, ja sigui de sang esquinçat, ja sigui en les extremitats esquinçat:
Os a os, sang a sang,
Branca a branca, per la qual cosa son enganxades

## Teories

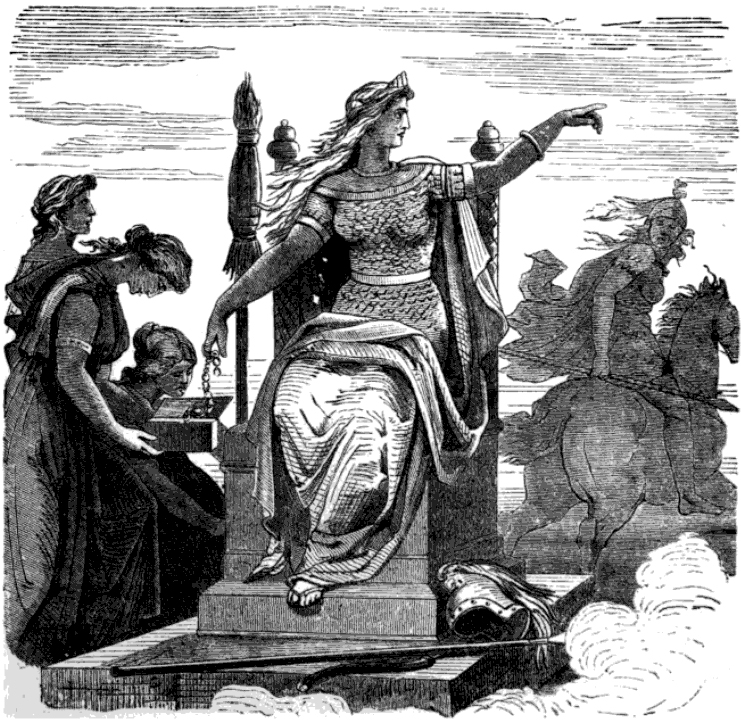
Fulla porta la caixeta de Frigg a Frigg i les seves donzelles (1902).

Andy Orchard comentà que l'aparent similitud de Baldr amb Volla a l'Encanteri de Merseburg és "interessant", ja que Fulla és una de les tres deesses (les altres dues són la mare de Baldr, Frigg, i la seva esposa, Nanna) a les que Baldr, mort, envia expressament regals des d'Hel. John Lindow diu que, atès que el nom Fulla sembla tenir alguna cosa a veure amb la plenitud, també pot apuntar a una associació amb la fertilitat.
Rudolf Simek comentà que mentre Snorri assenyala que Baldr envia a Fulla un anell d'or al Gylfaginning, això no prova que ella jugui cap paper en el mite de Balder, només demostra que Snorri l'associà amb or a causa de kennings que solen associar a Fulla amb l'or. Simek diu que des que Fulla apareix en la poesia dels Skalds, ja en el segle 10, era probable que no fos una personificació de l'abundància, sinó que és molt probable que tingués un caràcter idèntic al de Volla de l'Encanteri de Merseburg. Simek afegeix que no és clar qui és en realitat Fulla; Simek diu que pot ser una deïtat independent o simplement idèntica a la deessa Freyja o Frigg
John Bostock Knight diu que s'han proposat teories en les que la Fulla podria haver estat en algun moment un aspecte de Frigg. Com a resultat, aquesta noció ha donat lloc a la teoria que una situació similar va poder haver existit entre les figures de les deesses Sinthgunt i Sunna, en què les dues podrien haver estat enteses com a aspectes units en lloc de figures totalment independents.
Hilda Ellis Davidson afirma que les deesses Gefjun, Gerðr, Fulla i Skaði "poden representar deesses importants dels temps primerencs al Nord, però poc es recordava d'elles en el moment en què Snorri va recollir el seu material." D'altra banda, Davidson assenyala que també és possible que aquestes deesses es poden veure com aspectes d'una sola Gran Deessa. Davidson anomena Fulla i Volla "figures vagues, incertes, emergint de referències estranyes a deesses que Snorri ha observat en els poetes, però suggereixen la possibilitat que en algun moment van estar representades tres generacions entre les deesses de la fertilitat i la collita en els països escandinaus."